# Rolf Kuschel
Rolf Kuschel (* 25. Oktober 1939 in Flensburg; † 28. Januar 2020 in Kopenhagen) war ein Professor für Sozialpsychologie an der Universität Kopenhagen und beschäftigte sich intensiv mit einem Teil der polynesischen Inseln.

## Leben
Von 1968 bis 2010 beschäftigte er sich intensiv mit der polynesischen Provinz Renell und Bellona auf den Salomonen in der Südsee. Dazu promovierte er 1989 mit seiner Arbeit „Vengeance is Their Reply“. Er gilt auch als Entdecker der Renell Sign Language.
Im Herbst 1975 wurden erstmals mit SignWriting von Valerie Sutton die genauen Gebärden eines Gehörlosen auf den Salomonen auf der Grundlage seiner Arbeit von 1973 aufgeschrieben.